# Erste Lautverschiebung
Die germanische (im germanistischen Zusammenhang „erste“) Lautverschiebung (engl. consonant shift, fachsprachlich kurz „Grimm“, englisch auch Grimm’s law genannt) kennzeichnet den Übergang vom (ur)indogermanischen zum (ur)germanischen Konsonantensystem. Diese erste Lautverschiebung bewirkte eine deutliche Ausdifferenzierung des (Prä-)Germanischen von den übrigen indogermanischen Sprachen. Sie fand höchstwahrscheinlich im 1. Jahrtausend v. Chr. statt, vielleicht in der zweiten Hälfte.
Innerhalb des frühen Germanischen markiert die erste Lautverschiebung den Übergang vom Prä- zum Urgermanischen. Die zweite Lautverschiebung führte später zur Herausbildung des Hochdeutschen.
Das Lautgesetz der ersten Lautverschiebung wurde 1806 von Friedrich Schlegel sowie 1818 von Rasmus Christian Rask entdeckt und 1822 von Jacob Grimm ausformuliert (daher Grimmsches Gesetz bzw. Rask-Grimm-Gesetz, Rask's Grimm's rule). Allerdings hatte Johann Arnold Kanne das Phänomen vom Prinzip her schon früher beschrieben.

## Datierung
Eine genaue Datierung der ersten Lautverschiebung ist nicht möglich.
Indizien, die für die Zeit nach 500 v. Chr. sprechen, sind Lehnwörter, die nicht vorher aus dem Südosten ins Germanische übernommen wurden, aber die erste Lautverschiebung noch mitvollzogen haben:
- Das vermutlich skythische Wort *kanbā[3] ‚Hanf‘ (vgl. osset. gæn(æ), hotansak. kaṃhā;[4] aus dieser Quelle stammt auch griech. kánnabis (κάνναβις)), das im Urgermanischen nach der Lautverschiebung *χanapiz lautete.
- *baitā ‚Hirtenrock‘, das im Urgermanischen zu *paiđō (vgl. ahd. pfeit ‚Unterkleid‘, woraus bairisch Pfoad ‚Hemd‘) wurde.

Über diese Wörter gibt es aber auch die Meinung, dass es sich nicht um Lehnwörter, sondern um Erbwörter handelt, dann wären sie bei der Datierung der Lautverschiebung nicht hilfreich. Eine Übersicht der betreffenden Diskussion gibt Thumb (1907).
Auch wurde offenbar der Name des keltischen Stammes der Volcae vor der Lautverschiebung entlehnt. Als Walchen oder Welsche bezeichnet er Kelten und später Romanen. Es ist kein Einzelfall, dass ein Nachbarvolk nach dessen nächstgelegenem Teilstamm benannt wird (was aber eher für eine frühe Entlehnung und Lautverschiebung spricht). So bezeichnen die Franzosen die Deutschen als Alemannen (allemands), die Deutschen die Madjaren als Ungarn.
Einige von den Römern überlieferte germanische Namen könnten den Schluss nahelegen, dass die erste Lautverschiebung zumindest im Westen des germanischen Sprachgebietes erst im 1. Jahrhundert v. Chr. durchgeführt wurde. Problematisch ist bei diesen aber, dass mit Lautsubstitution gerechnet werden muss: Laute wie [θ] und [χ] waren den Römern fremd und sind ihnen zunächst auch aus dem Griechischen wohl nicht bekannt gewesen, da die griechischen Phoneme, die mit Phi, Theta und Chi geschrieben wurden, im Lateinischen zunächst als p, t und c, in der klassischen Periode dann als ph, th und ch wiedergegeben wurden und in der vorchristlichen Zeit anscheinend noch Verschlusslaute waren. Die frikativische Aussprache ist erst zur Zeitenwende belegt (jedenfalls nicht vor dem ersten vorchristlichen Jahrhundert, siehe Phonologie der Koine). Genau in dieser Zeit tauchen Schreibungen mit th (für [θ]) und ch oder h (für [χ] oder [h]) auch der germanischen Namen auf. Als weitere mögliche Alternativerklärungen kommen in Frage, dass germanische Namen über keltische Vermittlung zu den Römern gelangten, oder dass sich andere Veränderungen der germanischen Aussprache (etwa [χ] > [h], wobei [χ] vielleicht als <c> wiedergegeben wurde) widerspiegeln.
- Die Stammesnamen Kimbern und Teutonen (lat. cimbri teutonique; nicht etwa chimbri theudonique, wie nach der Lautverschiebung zu erwarten). Diese beiden Namen enthalten insgesamt drei Beispiele der Lautverschiebung.
- Der bei Caesar überlieferte Flussname Vacalus (= die Waal, einer der beiden großen Mündungsarme des Rheins); etwa 150 Jahre später schreibt Tacitus Vahalis.
- Der Stammesname tencteri = die Tenkterer, nicht etwa *then(c)hteri. Dieser Name ist allerdings nur dann ein Beispiel für die noch nicht vollzogene erste Lautverschiebung, wenn die für diesen Namen meist angenommene germanische Etymologie *þenχteraz[6] zutrifft.
- Uneindeutig ist der Befund bei vier Stammesnamen, die Caesar in Bell. Gall. 2,4,10 im Gebiet der Maas aufzählt: „Condruses, Eburones, Caerosos, Paemanos, qui uno nomine Germani appellantur“ (Condruser, Eburonen, Caeroser und Paemanen, die mit einem Namen Germanen genannt werden.) Obwohl Caesar diese Stämme explizit als germanisch bezeichnet, hat die Forschung dennoch meistens angenommen, dass nur der Name „Eburones“ germanisch ist (mit vollzogener Lautverschiebung), während die drei anderen Namen meist als keltisch angesehen werden. Wären sie germanisch, so würden sie einen Lautstand vor der ersten Lautverschiebung aufweisen.[7]

Für eine späte Lautverschiebung könnte auch sprechen, dass innerhalb der drei indogermanischen „Verschlusslautreihen“ (Tenues, Mediae und Mediae aspiratae), die von dieser Lautveränderung betroffen waren, in den germanischen Einzelsprachen keinerlei Vermischung eingetreten ist. Eine frühe Verschiebung dieser 3 × 4 Konsonanten hätte bis zum Beginn der Überlieferung der germanischen Einzelsprachen zu Vermischungen führen können, etwa durch Assimilation oder Dissimilation.
Da kein lateinisches Lehnwort in einer der germanischen Sprachen die Lautverschiebung mitvollzogen hat, muss diese jedenfalls vor der Ausbreitung des Lateinischen in Mitteleuropa ab dem 1. Jahrhundert n. Chr. abgeschlossen gewesen sein.
Auch der Umstand, dass sich die urgermanische Spracheinheit spätestens ab dieser Zeit allmählich auflöste, aber alle germanischen Sprachen die Lautverschiebung komplett durchgeführt haben, setzt voraus, dass dieser Lautwandel um Christi Geburt in allen Teilen des germanischen Sprachgebietes abgeschlossen war.
Sofern die Inschrift auf dem Negauer Helm B den germanischen Namen Harigastiz bezeugt, und möglicherweise darüber hinaus mit teiva- (vgl. anord. Týr ‚Kriegsgott‘, tívar ‚Götter‘) auch noch eine Entsprechung von altlateinisch deiuos (woraus lat. deus, Plur. divī), bestätigt dieses Zeugnis, dass die erste Lautverschiebung bereits um spätestens 50 v. Chr. (zumindest in diesem Dialekt, der nicht nur eindeutig germanisch wirkt, sondern dem Urgermanischen auch noch sehr nahezustehen scheint) abgeschlossen gewesen sein muss.

## Veränderung der Verschlusslaute
Dieses Lautgesetz beschreibt die Wandlung der urindogermanischen Verschlusslaute im ersten Jahrtausend v. Chr. zu den urgermanischen Entsprechungen. Es bezeugt einige regelmäßige Übereinstimmungen zwischen frühen germanischen Verschlusslauten und Reibelauten (Frikativen) mit stimmhaften Verschlusslauten anderer indogermanischer Sprachen, wobei sich Grimm hauptsächlich auf Latein und Griechisch bezog. In der traditionellen Fassung lief sie in folgenden drei Phasen ab:
1. Urindogermanische stimmlose Verschlusslaute p, t, k, kʷ verändern sich zu stimmlosen Frikativen f, þ [θ], χ dann h, hʷ (Tenuis-Spirans-Wandel).
2. Urindogermanische stimmhafte Verschlusslaute b, d, g, gʷ werden zu stimmlosen Verschlusslauten p, t, k, kʷ (Media-Tenuis-Wandel).
3. Urindogermanische stimmhafte aspirierte Verschlusslaute bʰ, dʰ, gʰ, gʷʰ werden zu stimmhaften Frikativen (Media aspirata – Media-Wandel); letztlich wurden diese stimmhaften Frikative in den meisten germanischen Sprachen zu stimmhaften Verschlusslauten b, d, g, gʷ, dann w.

Die stimmhaften aspirierten Verschlusslaute könnten ursprünglich stimmhafte Frikative gewesen sein, bevor sie sich unter gewissen Bedingungen zu den stimmhaften unaspirierten Verschlusslauten b, d und g verhärteten, was jedoch von einigen Linguisten bestritten wird (vgl. urgermanische Phonologie).
Diese Lautverschiebung war der erste signifikante systematische Lautwechsel, der in der Linguistik entdeckt wurde. Ihre Formulierung war ein Wendepunkt in der Entwicklung der Linguistik, ermöglichte sie doch die Einführung einer strengen Methodik in der historisch-linguistischen Forschung. Das Lautgesetz wurde erstmals 1806 von Friedrich von Schlegel bzw. 1818 von Rasmus Christian Rask entdeckt und 1822 von Jacob Grimm unter Bezug auf das Standarddeutsche in seinem Werk Deutsche Grammatik ausgearbeitet.

## Sprachbeispiele
Die Ergebnisse der ersten Lautverschiebung werden manchmal durch die Auswirkung späterer Lautwandel in den germanischen Einzelsprachen verdeckt. Bekanntestes Beispiel ist die schon oben erwähnte hochdeutsche Lautverschiebung. Im Folgenden die anschaulichsten Beispiele für die in allen germanischen Sprachen durchgeführte erste Lautverschiebung:
| Wechsel   | außergermanische, unverschobene Bsp. | germanische, verschobene Bsp. | Lautgesetz                       |
| --------- | --- | --- | -------------------------------- |
| *p→f      | 1) agriech. pū́s (πούς), lat. pēs (Gen. pedis), aind. pā́t (Akk. pā́dam), russ. pod (под), lit. pėda 2) lat. piscis, ir. iasc                                                                                  | 1) dt. Fuß, engl. foot, got. fōtus, isländ. fótur, dän. fod, norw. schwed. fot 2) dt. Fisch, engl. fish, schwed. fisk, got. fisks                                                                         | 1. Tenuis-Spirans-Wandel         |
| *t→þ [θ]  | griech. trítos (τρίτος), alb. tretë, lat. tertius, gäl. treas, aind. tritá, russ. trétij (третий), lit. trẽčias, toch. A trit, B trite                                                                      | ahd. thritto (dt. dritte), engl. third, got. þridja, isländ. þriðji | 1. Tenuis-Spirans-Wandel         |
| *k→χ→h    | 1) griech. kíon (κύων), lat. canis, ir. cú 2) lat. capiō, bret. kavout, alb. kap 3) lat. cor (Gen. cordis) ‚Herz‘, air. cride, griech. kardiá (καρδιά), het. kardi (Dat.)                                   | 1) dt. Hund, nl. hond, engl. hound, got. hunds, isländ. hundur, dän. norw. schwed. hund 2) dt. haben, engl. have, anord. hafa, got. haban 3) dt. Herz, nl. hart, engl. heart, schwed. hjärta, got. haírtō | 1. Tenuis-Spirans-Wandel         |
| *kʷ→hʷ    | lat. quod, awal. pa, avest. ka, aind. kád, lyd. -kod | ahd. hwaz (dt. was), aengl. hwæt (engl. what), got. ƕa, isländ. hvað, dän. hvad, norw. hva | 1. Tenuis-Spirans-Wandel         |
| *b→p      | 1) lat. verbera (Plur.) ‚Ruten zur Züchtigung, Peitsche‘, lit. vir̃bas ‚Reis, Reisig, Gerte‘, russ. vérba (верба) ‚Weide‘ 2) lit. dubùs ‚tief‘, wal. dwfn, russ. (älter) debr’ (дебрь) ‚Wald, Tal, Schlucht‘ | 1) nl. werpen, engl. warp, schwed. värpa, got. wairpan ‚wenden‘ 2) nl. diep, nd. engl. deep, schwed. djup, got. diups ‚tief‘                                                                              | 2. Media-Tenuis-Wandel           |
| *d→t      | lat. decem ‚zehn‘, ir. deich, griech. déka (δέκα), aind. dáśa, russ. désjat’ (десять), lit. dešimt | nd. teihn ‚zehn‘, nl. tien, engl. ten, got. taíhun, isländ. tíu, dän. norw. ti, schwed. tio | 2. Media-Tenuis-Wandel           |
| *g→k      | 1) lat. gelū, agriech. gelandrós ‚kalt‘, lit. gelumà ‚große Kälte‘ 2) lat. augeō ‚ich vermehre‘, agriech. aúxein, lit. áugti, toch. A ok-, B auk-                                                           | 1) dt. kalt, nl. koud, engl. cold, norw. kald, got. kalds 2) ahd. ouhhōn, engl. eke, anord. auka, got. aukan ‚wachsen‘                                                                                    | 2. Media-Tenuis-Wandel           |
| *gʷ→kʷ    | lit. gývas ‚lebend‘, russ. živój (живой) ‚lebendig‘, aind. jīvā | ahd. quek (dt. keck), nl. kwiek, nd. engl. quick, got. qius, schwed. kvick ‚lebendig‘ | 2. Media-Tenuis-Wandel           |
| *bʰ→b     | lat. frāter, ir. bráthair, russ. brat (брат), aind. bhrātā | dt. Bruder, nl. broeder, engl. brother, got. broþar, isländ.bróðir, dän. schwed. broder | 3. Media aspirata – Media-Wandel |
| *dʰ→d     | wal. dôr ‚Tür‘, lit. dùrys, russ. dver’ (дверь), alb. derë, aind. dvā́r- | nd. Döör ‚Tür‘, nl. deur, engl. door, got. daúr, isländ. dyr, dän. norw. dør | 3. Media aspirata – Media-Wandel |
| *gʰ→g     | 1) russ. gost’ (гость) ‚Gast‘, lat. hostis 2) air. géiss ‚Schwan‘, pol. gęś | 1) dt. Gast, nl. gast, aengl. giest, schwed. gäst, got. gasts 2) dt. Gans, nl. gans, engl. goose, isländ. gæs, dän. norw. schwed. gås                                                                     | 3. Media aspirata – Media-Wandel |
| *gʷʰ→gʷ→w | toch. A kip, B kwípe ‚Scham, Schande‘ | dt. Weib *, nl. wijf, engl. wife ‚Ehefrau‘, isländ. víf, dän. schwed. norw. viv | 3. Media aspirata – Media-Wandel |

Dies ist auffallend regelmäßig. Jede Phase enthält nur einen einzigen Wechsel, der ebenso die labialen (p, b, bʰ, f) und dentalen Laute (t, d, dʰ, þ) wie die velaren (k, g, gʰ, h) und gerundeten velaren Laute (kʷ, gʷ, gʷʰ, hw) betrifft. Die erste Phase nahm dem Phonemrepertoire die stimmlosen Verschlusslaute, die zweite Phase füllte diese Lücke aus, schuf jedoch eine neue Lücke im Phonemrepertoire. Dieser Prozess setzte sich fort, bis die Kettenverschiebung beendet war.

## Ausnahmen
Die stimmlosen Verschlusslaute wurden nicht zu Frikativen, wenn ihnen *s (Frikativ) vorausging:
| Wechsel | außergermanische, unverschobene Bsp.                                                    | germanische Bsp.                                                                        |
| ------- | --------------------------------------------------------------------------------------- | --------------------------------------------------------------------------------------- |
| *sp     | lat. spuere, lit. spjáuti                                                               | dt. speien, nl. spuien, engl. spew, got. speiwan, dän. norw. schwed. spy, isländ. spýja |
| *st     | lat. stāre, lit. stóti ‚sich (hin)stellen, treten‘, russ. stoját’ (стоять), aind. sthā- | dt. stehen, nd. stahn, nl. staan, westfries. stean, dän. norw. schwed. stå              |
| *sk     | 1) lit. skurdùs ; 2) lat. miscēre, ir. measc                                            | 1) ahd. scurz, engl. short, anord. skort ; 2) ahd. misken (dt. mischen), aengl. miscian |
| *skʷ    | ir. scéal, wal. chwedl ‚Sage‘                                                           | isländ. skáld ‚Dichter‘                                                                 |

Der stimmlose Verschlusslaut *t wurde ebenfalls nicht zum Frikativ, wenn ihm *p, *k, oder *kʷ (stimmlose Verschlusslaute) vorausging:
| kein Wechsel von *t | 1) lat. octō, ir. ocht ; 2) lit. neptė̃ ‚Nichte‘, lat. neptis, aind. naptī́ | 1) dt. nl. acht, engl. eight, got. ahtau ; 2) frünhd. Nift ‚Nichte‘, aengl. nift, nl. nicht, anord. nipt |

Zu der Zeit, als die stimmlosen Verschlusslaute im Urgermanischen frikatisiert wurden, betraf diese Frikatisierung lediglich stimmlose Verschlusslaute, wenn sie mit dem stimmlosen Verschlusslaut *t verbunden waren. Dieser Sachverhalt wird auch mit den Begriffen Primärberührungseffekt, Dentalberührung oder „Germanische Spirantenregel vor t“ beschrieben:
| Wechsel    | außergermanische, unverschobene Bsp.                                                       | germanische, verschobene Bsp.                               |
| ---------- | ------------------------------------------------------------------------------------------ | ----------------------------------------------------------- |
| *pt→ft     | agriech. kléptein (κλέπτειν) ‚stehlen‘, apreuß. au-klipts ‚verborgen‘                      | got. hliftus ‚Dieb‘                                         |
| *kt→ht     | lat. octō, ir. ocht, gr. ὀκτώ                                                              | dt. nl. acht, engl. eight, got. ahtáu, isländ. átta         |
| *kʷt→h(w)t | agriech. nýx, Gen. nyktós (νύξ, νυκτός), lat. nox (Gen. noctis), lit. naktìs, aind. naktam | dt. Nacht, nl. nacht, engl. night, got. nahts, isländ. nótt |

Die „widerspenstigste“ Gruppe offensichtlicher Ausnahmen von der ersten Lautverschiebung, die für einige Jahrzehnte eine Herausforderung für die historischen Sprachwissenschaften darstellte, wurde schließlich im Jahre 1875 durch den dänischen Linguisten Karl Verner erklärt (siehe Vernersches Gesetz).

## Beziehungen zu den anderen Stämmen der Indogermania
Betrachtet man die erste oder germanische Lautverschiebung im Zusammenhang mit den Veränderungen, wie sie in den anderen indogermanischen Sprachen belegt sind, so lässt sich eine Übereinstimmung innerhalb der unterschiedlichen Zweige der Sprachfamilie feststellen. So stimmt beispielsweise der germanische Wortanfang *b- in der Regel mit dem slawischen, baltischen oder keltischen b-, dem lateinischen *f-, dem griechischen pʰ- und dem bʰ- des Sanskrit überein, wohingegen das germanische *f- dem lateinischen, griechischen, altindischen, slawischen und baltischen p- entspricht. Die erstgenannte Gruppe geht auf das indogermanische *bʰ- zurück, das sich im Sanskrit in identischer Form, in den anderen Familienstämmen in modifizierter Form erhalten hat. Die als zweite genannte Gruppe geht auf das urindogermanische *p- zurück, das nur im Germanischen verschoben wurde, während es im Keltischen verloren ging und den anderen erwähnten Gruppen erhalten blieb.